# ديان مظلوم
ديان مظلوم (1980) كاتبة فرنسية لبنانية. رواياتها تدور أحداثها حول تاريخ أو مستقبل لبنان.

## الحياة والتعليم
ولدت ديان مظلوم عام 1980 في باريس، لأبوين لبنانيين تركوا البلاد بسبب الحرب الأهلية اللبنانية. نشأت في روما ودرست الفيزياء الفلكية في جامعة بيير وماري كوري في باريس، ثم انتقلت إلى لبنان لدراسة الفن والتصميم في الجامعة الأمريكية في بيروت. ثم عادت إلى باريس، لكنها كانت في بيروت أثناء انفجار مرفأ بيروت 2020.

## حياة مهنية
كتبت لأول مرة في عام 2009 رواية مصورة بعنوان نواة قلب مدينة بيروت (بالفرنسية: Nucleus en plein cœur de Beyrouth City). وبعد خمس سنوات، نشرت روايتها الأولى "بيروت، الليل" (بالفرنسية: Beyrouth, la nuit). حصلت روايتها، العصر الذهبي (بالفرنسية: L'âge d'or)، على جائزة أميك الأدبية من الأكاديمية الفرنسية وجائزة فرنسا-لبنان، بينما رُشحت روايتها سمكة في الصحراء (بالفرنسية: Une piscine dans le désert) لجائزة رينودو الأدبية، وفيمينا الأدبية، وجائزة ميديسيس. تتناول كتاباتها ماضي لبنان وحاضره.

## أعمالها
- نواة قلب مدينة بيروت، 2009.[1]
- بيروت، الليل، 2014.[9]
- العصر الذهبي، 2018.[2]
- سمكة في الصحراء، 2020.[10]
- المتحف الوطني 2021.[11]